# 孫汝梅
孫汝梅，字问羹，号春山，順天府大興縣人，清朝政治人物、同進士出身。
光緒六年（1880年），参加庚辰科殿試，登進士三甲第12名。同年五月，授兵部主事。工书法。